# Маяковское (Крым)
Маяко́вское (до 1948 года Маргальфе́ Тата́рское, ранее Мор-Кальпе́; укр. Маяковське, крымскотат. Tatar Marğalfe, Татар Маргъальфе) — исчезнувшее село в Сакском районе Республики Крым (согласно административно-территориальному делению Украины — Автономной Республики Крым), располагавшееся на севере района, в степной части Крыма, примерно в 2,5 километрах юго-западнее современного села Елизаветово.

## История
Впервые в исторических документах поселение встречается на картах 1817 года как пустая деревня Мор-Калпе и 1842 года как развалины деревни Маркельпе.
Село было возрождено в самом конце XIX века: согласно «…Памятной книжке Таврической губернии на 1900 год» в усадьбе Маргольфе, Донузлавской волости Евпаторийского уезда, числилось 15 жителей в 2 домохозяйствах. По Статистическому справочнику Таврической губернии. Ч.II-я. Статистический очерк, выпуск пятый Евпаторийский уезд, 1915 год, в Донузлавской волости Евпаторийского уезда числились сёла Маргальфе (6 дворов с татарскими жителями в количестве 25 человек приписного населения и 30 — «постороннего») и Маргальфе (вакуф) (12 дворов также с татарскими жителями в количестве 64 человек приписного населения)», но какое из них было предшественником Маргальфе Русского или Маргальфе Татарского, по доступным источникам не установлено.
После установления в Крыму Советской власти, по постановлению Крымревкома от 8 января 1921 года № 206 «Об изменении административных границ» была упразднена волостная система и село вошло в состав Евпаторийского района Евпаторийского уезда, а в 1922 году уезды получили название округов. 11 октября 1923 года, согласно постановлению ВЦИК, в административное деление Крымской АССР были внесены изменения, в результате которых округа были отменены и произошло укрупнение районов — территорию округа включили в Евпаторийский район. Согласно Списку населённых пунктов Крымской АССР по Всесоюзной переписи 17 декабря 1926 года, в селе Маргальфе (татарский), Отешского сельсовета Евпаторийского района, числилось 25 дворов, все крестьянские, население составляло 116 человек, все татары. По данным всесоюзной переписи населения 1939 года в селе проживало 142 человека.
С 25 июня 1946 года Маргальфе в составе Крымской области РСФСР. Указом Президиума Верховного Совета РСФСР от 18 мая 1948 года, Маргальфе Татарское переименовали в деревню Маяковскую, статус села и название Маяковское было присвоено позже. 26 апреля 1954 года Крымская область была передана из состава РСФСР в состав УССР. Время включения в состав Наташинского сельсовета пока не установлено: на 15 июня 1960 года село уже числилось в его составе. Указом Президиума Верховного Совета УССР «Об укрупнении сельских районов Крымской области», от 30 декабря 1962 года село присоединили к Евпаторийскому району. 1 января 1965 года, указом Президиума ВС УССР «О внесении изменений в административное районирование УССР — по Крымской области», Евпаторийский район был упразднён и село включили в состав Сакского (по другим данным — 11 февраля 1963 года). Ликвидировано к 1968 году, как село Добрушинского сельсовета уже Сакского района — видимо, в 1963—1964 годах.